# Сиракузија
Сиракузија – (Συρακουσία) је брод који је по захтеву Хијерона II (308-215 пне.), краља Сиракузе, пројектовао Архимед (Ἀρχιμήδης, око 287-212 пне.). На горњој палуби брода био је врт, са страна су биле свакојаке ретке биљке док су бршљан и лоза из саксија засењивали стазе. На броду су била и два базена са слатководном и морском рибом. 